# 內華達州雷諾聖殿
內華達雷諾聖殿（Reno Nevada Temple）是第81座耶穌基督後期聖徒教會聖殿。內華達州的首座耶穌基督後期聖徒教會聖殿是拉斯維加聖殿，修建於1989年。內華達雷諾聖殿修建於1999年，竣工於2000年，服務這裡超過25,000人的耶穌基督後期聖徒教會信徒。聖殿面積10,700 sq ft（990 m2）。

## 外部連結
- 维基共享资源上的相關多媒體資源：內華達州雷諾聖殿
- Official Reno Nevada Temple page （页面存档备份，存于）
- Reno Nevada Temple page（页面存档备份，存于）